# Ipostasi
L'ipostasi (dal greco ὑπόστᾱσις, hypòstasis, composto da hypò, «sotto», e stàsis, «stare», quindi, «sostanza») è ognuna delle diverse dimensioni della realtà, gerarchicamente generate, appartenenti alla stessa sostanza divina, l'Uno o Monade, che le produce per una sorta di emanazione, altrimenti detta processione.

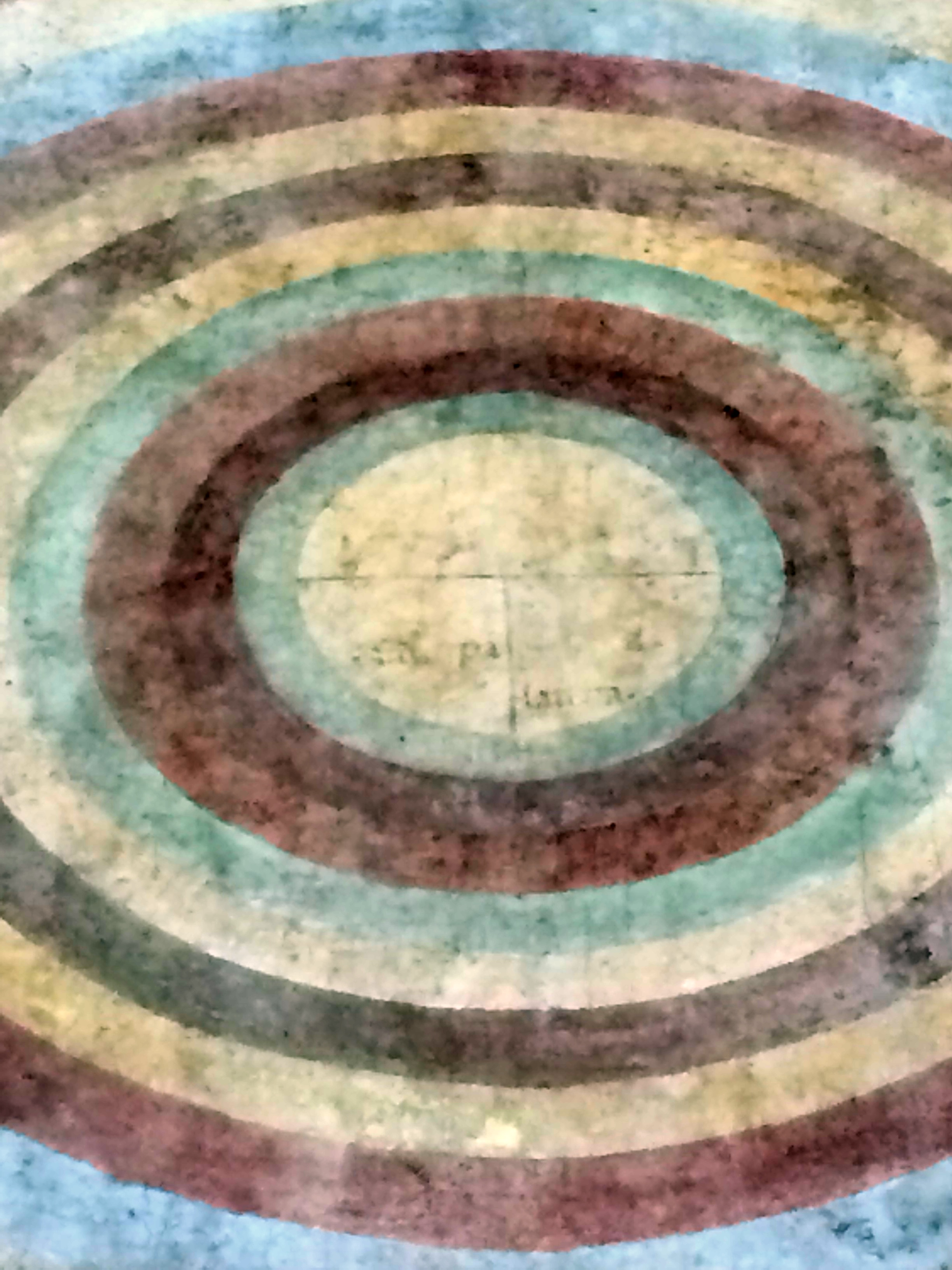
Gradi di realtà o ipostasi raffigurati come cerchi emanati a partire da un nucleo centrale

Il termine greco hypòstasis è stato utilizzato per la prima volta in senso filosofico da Posidonio ed è un elemento fondamentale della filosofia neoplatonica e nel pensiero di Plotino.

## In Plotino
Nelle Enneadi, Plotino afferma che le ipostasi sono le tre sostanze principali del mondo intelligibile, e cioè gerarchicamente:
- l'Uno, del quale nulla è lecito dire se non che è uno e bene;[4]
- l'Intelletto, che procede dall'Uno, ed è assimilabile al mondo delle idee di Platone, poiché consiste di tutte le forme e i modelli del pensiero, oltre che della realtà ontologica;
- l'Anima, che procede a sua volta dall'Intelletto, e sta a fondamento della vita:[5] essa è l'ultimo grado della realtà effettiva, oltre la quale si trova la materia che è un semplice non-essere, un'apparenza priva di vera consistenza.

L'ipostasi è dunque «quel che sta sotto» rispetto a ciò che semplicemente appare, è il "fondamento" occulto di una realtà evidente. Secondo Plotino le tre ipostasi stanno infatti a fondamento di tutto l'universo:
(Plotino, Enneadi, II, 9, Laterza, Bari 1947)

## Nel cristianesimo
Nel Cristianesimo il concetto neoplatonico di ipostasi svolse un ruolo fondamentale nella formulazione della dottrina trinitaria: i caratteri specifici di Padre, Figlio e Spirito Santo furono definiti come ipostasi (sostanza personale), ma posti a un livello paritario e non più gerarchico. Il termine "ipostasi" fu poi consacrato dal concilio di Calcedonia (451) che affermò l'esistenza in Cristo di un'unica ipostasi-persona in due nature o essenze: umana e divina.
Il Sinodo di Alessandria del 362, convocato e presieduto da sant'Atanasio, stabilì definitivamente che le tre ipostasi dei Greci erano identiche alle tre persone in un'unica sostanza o essenza dei Latini: come il latino sub-stantia  corrispondeva alla parola greca ousìa (anche se la traduzione letterale sarebbe essentia), così il latino persona doveva intendersi come la traduzione (non-letterale) del termine greco ipostasi.
Nella religione cristiana si può intendere con ipostasi anche il processo attraverso il quale dal concetto assoluto di Dio si fa derivare necessariamente la sua esistenza sostanziale.
Il concetto greco di ipostasi si tramandò nella filosofia scolastica, dove indicò ogni genere di sostanza individuale, in opposizione alla sostanza in generale (ousìa). A quest'ultimo termine, avente carattere di generalità, venne cioè preferito quello di ipostasi per esprimere l'essere personale, individuale di Dio:
(Tommaso d'Aquino, Summa Theologiae I, q29, a.2, soluzione delle difficoltà 1-2)
Riprendendo in particolare da Boezio la definizione di "persona" come sostanza di natura razionale, Tommaso d'Aquino la distingue quindi dalla semplice essenza, che ne è solo una parte, poiché afferisce soltanto ai principi della specie. Egli intende la sostanza personale come "sussistente" in quanto è in sé e per sé, senza bisogno di altro: la Trinità viene espressa in tal senso come tre ipostasi individuali, cioè tre Persone o Sussistenze, appartenenti ad un'unica essenza o sostanza comune.
(Tommaso d'Aquino, Summa Theologiae I, q29, a.2, soluzione delle difficoltà 3)

## Nella filosofia moderna
Nella filosofia moderna il termine è passato a indicare, in senso negativo, un concetto astratto al quale si conferisce indebitamente una portata ontologica o, più genericamente, l'assolutizzazione di un principio relativo ("ipostatizzazione").

### Testi
- Plotino, Enneadi, Bari, Laterza, 1947.
- Tommaso d'Aquino, Summa Theologiae, San Paolo edizioni, 1999.

### Studi
- Matteo Andolfo, L'ipostasi della «Psyche» in Plotino. Struttura e fondamenti, Milano, Vita e Pensiero, 1996 ISBN 8834308638
- Matteo Andolfo, Plotino. Struttura e fondamenti dell'ipostasi del «Nous», Milano, Vita e Pensiero, 2002 ISBN 8834309189
- Antonio Fiozzo, Spiritualità trinitaria, Soveria Mannelli, Rubbettino, 2005
- Francesco Romano, Daniela Patrizia Taormina, (a cura di) Hyparxis e Hypostasis nel Neoplatonismo, Firenze, Olschki, 1994